# Lešná
Lešná település Csehországban, Vsetíni járásban. Lešná Valašské Meziříčí, Nový Jičín, Choryně, Starý Jičín, Hostašovice és Hustopeče nad Bečvou településekkel határos. Lakosainak száma 2100 fő (2024. január 1.).

## Népesség
A település lakosságának változását az alábbi diagram mutatja:
| Lakosok száma | 1762 | 1946 | 2045 | 2015 | 1927 | 1960 | 2053 | 2037 | 2033 | 2100 |
|               | 1869 | 1890 | 1921 | 1950 | 1980 | 2001 | 2017 | 2019 | 2022 | 2024 |